# Métyrapone
La métyrapone, vendue sous le nom de spécialité Métopirone, est un médicament utilisé dans le diagnostic de l'insuffisance surrénalienne et occasionnellement dans le traitement du syndrome de Cushing (hypercorticisme).

## Utilisations médicales
La métyrapone peut être utilisée dans le diagnostic de l'insuffisance surrénale. La métyrapone à 30 mg·kg-1, dose maximale 3 000 mg, est administrée à minuit généralement avec une collation. Le cortisol plasmatique et le 11-désoxycortisol sont mesurés le lendemain matin entre 8 h et 9 h. Un cortisol plasmatique inférieur à 220 nmol/l indique une inhibition adéquate de la 11β-hydroxylase. Chez les patients dont l'axe hypothalamo-hypophyso-surrénalien est intact, les taux de CRH et d'ACTH augmentent en réponse à la baisse des niveaux de cortisol. Cela se traduit par une augmentation des précurseurs de stéroïdes dans la voie métabolique. Par conséquent, si les niveaux de 11-désoxycortisol n'augmentent pas et restent inférieurs à 7 μg/dl (202 nmol·l-1) alors que celui de l'hormone adrénocorticotrope (ACTH) augmente, les résultats suggèrent fortement une insuffisance surrénalienne. Si ni le 11-désoxycortisol ni l'ACTH n'augmentent, cela suggère fortement un axe hypothalamo-hypophyso-surrénalien altéré au niveau de l'hypophyse ou de l'hypothalamus. 
Le test à la Métopirone peut aider à vérifier la cause du syndrome de Cushing. La plupart des patients présentant un dysfonctionnement hypophysaire et/ou un microadénome hypophysaire augmenteront la sécrétion d'ACTH en réponse à la métyrapone, contrairement à la plupart des tumeurs ectopiques productrices d'ACTH. Les macroadénomes hypophysaires ne répondent pas toujours à la métyrapone. 
La métyrapone est utilisée pour le contrôle médical de l'hypercorticisme dans le syndrome de Cushing (dépendant ou indépendant de l'ACTH). Le but du traitement médical est d'obtenir un contrôle préopératoire de l'hypercorticisme, ou un contrôle de la maladie résiduelle persistante postopératoire (chirurgie trans-sphénoïdale, surrénalectomie). Il ne s'agit pas d'un cure ni d'un traitement définitif à long terme, mais uniquement comme adjuvant (c'est la chirurgie qui apporte la guérison dans la plupart des causes du syndrome de Cushing). La métyrapone agit donc en inhibant la stéroïdogenèse surrénale. Un effet secondaire en est l'hirsutisme (chez les femmes) en raison de l'excès de précurseurs androgènes créés. L'autre agent couramment utilisé pour le traitement médical de Cushing est le kétoconazole (un produit antifongique),. Cela ne présente pas l'effet secondaire de l'hirsutisme.

## Pharmacologie

### Pharmacodynamique
La métyrapone bloque la biosynthèse du cortisol en agissant comme un inhibiteur réversible de la 11β-hydroxylase. Cela stimule la sécrétion de l'hormone adrénocorticotrope (ACTH), qui à son tour augmente les taux plasmatiques du  11-deoxycortisol.

## Chimie
Les analogues de la métyrapone comprennent l'aminoglutéthimide, l'amphénone B et le mitotane.

## Recherche
La métyrapone s'est révélée, dans les premiers essais sur l'homme, réduire le rappel des souvenirs émotionnels chez des volontaires normaux. Les volontaires ont montré une altération significative de la capacité à récupérer des souvenirs à contenu émotionnel négatif sans altérer les souvenirs à contenu neutre. Cela a une implication significative dans l'étude du processus de guérison émotionnelle dans le trouble de stress post-traumatique,.
En raison de l'action permissive du cortisol sur le glucagon, un blocage partiel du cortisol peut réduire les effets de la circulation du glucagon sur l'augmentation chronique de la glycémie dans le syndrome métabolique (syndrome X) et le diabète de type 2.